# Гамильтон (Монтана)
Гамильтон (англ.  Hamilton) — город, являющийся административным центром округа Равалли в штате Монтана США. По данным переписи 2020 года,  численность населения составляла 4659 человек.

## История
Гамильтон был основан королём медной промышленности Маркусом Дейли в конце XIX века. Он был назван в честь Дж. У. Гамильтона, который предоставил право прохода железной дороге.

## География
По данным Бюро переписи населения США, общая площадь города составляет 2,57 квадратных миль (6,66 км²), из которых 2,53 квадратных мили (6,55 км²) занимает суша, а 0,04 квадратных мили (0,10 км²) — вода.

## Население

### Перепись 2010 года
По данным переписи 2010 года в городе жили 4348 человек, были 2175 домохозяйств и 1006 семей. Плотность населения составляла 1718,6 жителей на квадратную милю (663,6/км²). Было 2456 единиц жилья со средней плотностью 970,8 на квадратную милю (374,8/км²). Расовый состав города был следующим: 95,0% белые, 0,3% афроамериканцы, 0,6% коренные американцы, 1,4% азиаты, 0,2% представители других рас и 2,5% представители двух или более рас. Испаноязычные или латиноамериканцы любой расы составляли 3,1% населения.

### Перепись 2000 года
По данным переписи 2000 года в городе жили 3705 человек, были 1772 домохозяйства и 855 семей. Плотность населения составляла 1603,6 жителей на квадратную милю (619,2/км²). Было 1915 единиц жилья при средней плотности 828,8 на квадратную милю (320,0/км²). Расовый состав города был следующим: 96,22% белых, 0,11% афроамериканцев, 0,89% коренных американцев, 0,78% азиатов, 0,22% представителей других рас и 1,78% представителей двух или более рас. Испаноязычные или латиноамериканцы любой расы составляли 1,65% населения.

## Искусство и культура
Музей округа Равалли, основанный в 1955 году, расположен в бывшем здании суда округа Равалли и посвящен истории округа, естественной истории и искусству. Особняк Дейли, дом Маркуса Дейли, предлагает экскурсии. Этот роскошный особняк имеет более 50 комнат, 26 акров газонов и несколько хозяйственных построек.

## Известные люди
- Вилли Бургдорфер[14] — ученый, открывший причину болезни Лайма.